# Specials (Album)
Specials ist das im Herbst 1979 erschienene Debütalbum der britischen 2-tone-Ska-Gruppe The Specials.

## Gestaltung
Das Cover des Albums zeigt aus der Vogelperspektive die sieben Mitglieder in der Bildmitte stehend. Rechts daneben sind die Titel der Lieder aufgelistet. Am oberen Bildrand befindet sich das für die zweite Skawelle typische Schachbrettmuster und daneben der Schriftzug Specials. Das Cover ist gänzlich in schwarz-weiß gehalten.

## Titelliste
| A-Seite 1. A Message To You Rudy – 2:53 (Dandy Livingstone) 2. Do The Dog – 2:12 (Rufus Thomas; im Original: Walking The Dog) 3. It's Up To You – 3:24 (Jerry Dammers, The Specials) 4. Nite Klub – 3:22 (Jerry Dammers, The Specials) 5. Doesn’t Make It Alright – 3:26 (Dave Goldberg, Jerry Dammers, Mark Harrison) 6. Concrete Jungle – 3:18 (Roddy Radiation) 7. Too Hot – 3:10 (Prince Buster) | B-Seite 1. Monkey Man – 2:45 (Toots Hibbert) 2. (Dawning Of A) New Era – 2:25 (Jerry Dammers) 3. Blank Expression – 2:43 (Jerry Dammers, The Specials) 4. Stupid Marriage – 3:50 (Jerry Dammers, Mark Harrison, Neville Staple) 5. Too Much Too Young – 6:06 (Jerry Dammers) 6. Little Bitch – 2:32 (Jerry Dammers) 7. You're Wondering Now – 2:39 (Coxsone Dodd) |

## Musikstil und Texte
Die Lieder des Albums sind stilistisch überwiegend dem 2-tone-Stil zuzuordnen, greifen aber teilweise aber auch auf klassischen Ska zurück. Es werden außerdem regelmäßig Gitarrensoli eingesetzt.
A Message To You Rudy stammt ursprünglich von Dandy Livingstone und stellt eine Reminiszenz an die Rude boys dar. Das Lied beginnt mit einem Mundharmonikasolo und ist, dem Rocksteadystil des Originals entsprechend, langsam gehalten.
Do The Dog beruht auf Rufus Thomas’ Walking The Dog, ist hier jedoch etwas schneller und mit einem anderen Text versehen, in dem politische und szeneinterne Konflikte zynisch betrachtet werden. Explizit finden u. a. die UDA, die National Front und die Britische Armee, andererseits aber auch Punks und Teds Erwähnung.
In It's Up To You wird Kritikern der Band eine Absage erteilt und zugleich dazu motiviert, sich nicht unterkriegen zu lassen. Das Lied beginnt mit einem mittelschnellen Intro, der Hauptteil wechselt zwischen langsamen und mittleren Tempo.
Nite Klub ist überwiegend schnell gehalten und beinhaltet gelegentliche Breaks. Das Stück ist aus Sicht einer Person geschrieben, die keiner Arbeit nachgeht und die Nächte in zweitklassigen Lokalen verbringt.
Doesn't Make It Alright ist ein langsames Werk, in dem dazu aufgerufen wird, sich nicht aufgrund einer niedrigen sozialen Stellung ausgrenzen zu lassen und Rassenkonflikte zu vermeiden. Jerry Dammers schrieb es zusammen mit den beiden britischen Folkmusikern Dave Goldberg und Mark Harrison.
Concrete Jungle beginnt mit einem mit Klatschen unterlegten a-capella-Gesang, gefolgt von einem mittelschnellen Intro. Im Hauptteil wird zwischen mittlerem und schnellem Tempo variiert, das Stück enthält auch mehrere Schlagzeugsoli sowie das als Sample eingearbeitete Geräusch berstenden Glases. Im Text berichtet das lyrische Ich von persönlichen Angriffen gegen sich, u. a. durch die National Front.
Too Hot, im Original von Prince Buster, ist langsam gehalten. Es wird vom verzweifelten Versuch der Polizei berichtet, die Waffen von Rude boys zu konfiszieren.
Monkey Man gehört zu den schnellsten Stücken des Albums. Laut Toots Hibbert, dem Verfasser der Originalversion, bezieht es sich auf einen Mann, der ihm seine Freundin ausspannte.
(Dawning Of A) New Era beginnt mit einem an Rock ’n’ Roll erinnernden Intro, das auch noch einmal als Abschluss des Liedes gespielt wird. Im Text des überwiegend schnellen Stückes lernt das lyrische Ich eine Frau kennen und begleitet diese auf ihrem gefährlichen Heimweg. Da ihr Wohnungsschlüssel aber nicht passt, übernachten beide auf der Fußmatte.
Blank Expression ist ein durchgehend langsames Lied. Der Protagonist geht darin an einem verschneiten Abend in eine Bar, wo ihn eine junge Frau zu seiner Verwunderung ausdruckslos ansieht.
In Stupid Marriage wird eine Gerichtsverhandlung thematisiert. Der Angeklagten soll das Badezimmerfenster seiner Exfreundin eingeworfen zu haben und wird zu fünf Monaten Haft verurteilt. Die Passagen des Richters werden sprechend, die des Angeklagten hingegen singend und am Ende kurzzeitig in Staccatoform vorgetragen. Das Lied ist überwiegend im mittleren Tempo eingespielt, Inhalt und Aufbau erinnern an Prince Busters Judge Dread.
In Too Much Too Young wird am Beispiel einer jungen Mutter vor Teenagerschwangerschaften gewarnt. Das Stück basiert auf dem Lied von Birth Control von Lloyd Charmer aus dem Jahr 1969.
Little Bitch ist schnell gehalten. Im Text werden zwei junge Frauen gegenübergestellt, von denen die eine stark an ihrer Mutter hängt und sehr kindlich ist, die andere hingegen einen lockeren Lebensstil pflegt.
You're Wondering Now ist wiederum im mittleren Tempo eingespielt, der Text enthält mehrere Endzeitmetaphern. Das Lied stammt ursprünglich von Coxsone Dodd.

## Rezeption
Vom Rolling Stone erhielt das Album im Jahr 2005 4,5 von 5 möglichen Punkten, Rezensent Barry Walters bezeichnete es als „one of New Wave's greatest and most diverse debuts“ (eines der größten und abwechslungsreichsten Debütalben des New Wave). Das Magazin listete Specials außerdem auf Rang 68 in seiner Liste der besten Alben der 1980er Jahre. In der entsprechenden Kritik wurde der Band bescheinigt, eine „fröhliche Verbindung zwischen der Aggressivität des Punk und den eher tanzbaren Upbeatrhythmen des Ska gefunden zu haben“ („found a happy medium between the aggression of punk and the more danceable, upbeat rhythms of ska“).
Im Sounds wurde die LP als „Meisterwerk“ bezeichnet.
Der New Musical Express nannte die Platte in seiner Liste der besten Alben des Jahres 1979 auf Platz 10, in der Auflistung der besten Lieder des Jahres war A Message To You Rudy auf Platz 39 vertreten. In der vom selben Magazin herausgegebenen Liste der besten Alben aller Zeiten steht Specials auf Platz 260.
Auf Pitchfork Media wurde das Werk auf Platz 42 unter den besten Alben der 1970er Jahre geführt. Rezensent Scott Plagenhoef lobte die Verbindung der klassischen Skamusik mit gesellschaftlichen Texten als „einzigartigen Ansatz“ („unique approach“).
Chris Jones betrachtete die LP im Jahr 2008 auf der Internetseite der BBC als „almost perfect first album“ („fast perfektes Debütalbum“) und „comical antidote to political and cultural indifference anywhere“ („lustiges Gegenstück gegen die allumfassende politische und kulturelle Ungleichheit“).
Robert Christgau kritisierte den seines Erachtens „dünnen Gesang“ („vocal sound, is just to thin“), lobte aber auch, dass "die Musik weniger gezwungen wirkt als Power Pop" („music that's a lot less forced than power pop's“).
Auf Allmusic wird das Album mit 5 von 5 Punkten seitens der Betreiber und in der Benutzerbewertung mit 4,5 von 5 Punkten eingeordnet.
Die Bewertung auf Rate Your Music liegt bei 3,76 von 5 Punkten und auf Discogs bei 4,3 von 5 Punkten.

## Gangsters-Single
Im Jahr 1979 veröffentlichte die Gruppe außerdem die Single Gangsters. Das von Jerry Dammers geschriebene Stück beruht auf Erlebnissen der Band, als sie während einer Tour in Frankreich für die Beschädigungen in einem Hotel verantwortlich gemacht wurden, den eine andere Band angerichtet hatte. Der Hotelmanager nahm ihre Gitarren als Pfand, was im Text auch thematisiert wird. Das Lied enthält außerdem einen aus Prince Busters Al Capone entnommenen Sample sowie eine Erwähnung des ehemaligen Bandmanagers Bernie Rhodes. Die Single platzierte sich in den englischen Singlecharts auf Rang 6 und erreichte Goldstatus. Gangsters war, neben anderen Liedern, auch als Bonustitel auf diversen Wiederveröffentlichungen des Debütalbums enthalten.
Der New Musical Express nannte Gangsters auf Platz 2 der besten Lieder des Jahres 1979.

## Kommerzieller Erfolg

### Chartplatzierungen
Specials erreichte in Großbritannien den 4. Platz der Albumcharts und errang Gold. Denselben Status erlangten auch die ausgekoppelten Singles, Too Much Too Young erreichte außerdem in Irland Platz 3 der Charts.
| ChartsChartplatzierungen       | Höchstplatzierung | Wochen |
| ------------------------------ | ----------------- | ------ |
| Vereinigte Staaten (Billboard) | 84 (21 Wo.)       | 21     |
| Vereinigtes Königreich (OCC)   | 4 (48 Wo.)        | 48     |

### Auszeichnungen für Musikverkäufe
| Land/Region                  | Auszeichnungen für Musikverkäufe (Land/Region, Auszeichnung, Verkäufe) | Verkäufe |
| ---------------------------- | ---------------------------------------------------------------------- | -------- |
| Frankreich (SNEP)            | Gold                                                                   | 100.000  |
| Vereinigtes Königreich (BPI) | Platin                                                                 | 300.000  |
| Insgesamt                    | 1× Gold · 1× Platin ·                                                  | 400.000  |